# 으라차차 만수로
《으라차차 만수로》는 KBS 2TV에서 방송된 예능 프로그램이며 2019년 6월 21일부터 2019년 10월 18일까지 방송되었다.

## 으라차차 만수로 개요

### 기획 의도 및 특칭
- 배우는 직업, 구단주는 꿈! 꿈을 잊은 청춘에게 반백살 김수로가 전하는, 영국축구구단 경영드라마.

영국 축구 13부 리그 첼시 로버스 FC를 인수한 김수로, 이시영, 엑소 (카이), 뉴이스트 (백호), 박문성, 럭키 등과 의기투합해 좌충우돌 구단을 이끌어가는 내용을 그린 예능 프로그램이다.

## 방송 시간
| 방송 채널 | 방송 기간                          | 방송 시간 | 방송 시간                    | 비고      |
| --------- | ---------------------------------- | --------- | ---------------------------- | --------- |
| KBS 2TV   | 2019년 6월 21일 ~ 2019년 10월 18일 | 1부       | 매주 금요일 밤 9:50 ~ 10:25  | 분리 편성 |
| KBS 2TV   | 2019년 6월 21일 ~ 2019년 10월 18일 | 2부       | 매주 금요일 밤 10:25 ~ 11:00 | 분리 편성 |

## 출연진
| 출연진 및 패널 | 직책        | 방송 기간                          | 방송 회차 |
| -------------- | ----------- | ---------------------------------- | --------- |
| 김수로         | 구단주      | 2019년 6월 21일 ~ 2019년 10월 18일 | 1 ~ 16    |
| 이시영         | 총괄 이사   | 2019년 6월 21일 ~ 2019년 10월 18일 | 1 ~ 16    |
| 박문성         | 전략 이사   | 2019년 6월 21일 ~ 2019년 10월 18일 | 1 ~ 16    |
| 카이           | 글로벌 이사 | 2019년 6월 21일 ~ 2019년 10월 18일 | 1 ~ 16    |
| 백호           | 글로벌 이사 | 2019년 6월 21일 ~ 2019년 10월 18일 | 1 ~ 16    |
| 럭키           | 통역 이사   | 2019년 6월 21일 ~ 2019년 10월 18일 | 1 ~ 16    |

## 경영 구단
| 팀명                            | 창단   | 리그           | 홈구장                                       |
| ------------------------------- | ------ | -------------- | -------------------------------------------- |
| 첼시 로버스 (Chelsea Rovers FC) | 2018년 | 영국 13부 리그 | 영국 런던 치즈윅 킹스 하우스 스포츠 그라운드 |

## 시청률
| 회차 | 방송일           | AGB 시청률     |
| 회차 | 방송일           | 대한민국(전국) |
| ---- | ---------------- | -------------- |
| 1    | 2019년 6월 21일  | 3.5%           |
| 1    | 2019년 6월 21일  | 2.9%           |
| 2    | 2019년 6월 28일  | 2.4%           |
| 2    | 2019년 6월 28일  | 2.7%           |
| 3    | 2019년 7월 5일   | 2.0%           |
| 3    | 2019년 7월 5일   | 2.1%           |
| 4    | 2019년 7월 12일  | 3.0%           |
| 4    | 2019년 7월 12일  | 3.0%           |
| 5    | 2019년 7월 19일  | 2.2%           |
| 5    | 2019년 7월 19일  | 2.0%           |
| 6    | 2019년 7월 26일  | 2.9%           |
| 6    | 2019년 7월 26일  | 2.1%           |
| 7    | 2019년 8월 9일   | 1.6%           |
| 7    | 2019년 8월 9일   | 1.9%           |
| 8    | 2019년 8월 16일  | 1.9%           |
| 8    | 2019년 8월 16일  | 1.8%           |
| 9    | 2019년 8월 23일  | 2.0%           |
| 9    | 2019년 8월 23일  | 1.9%           |
| 10   | 2019년 8월 30일  | 2.0%           |
| 10   | 2019년 8월 30일  | 2.3%           |
| 11   | 2019년 9월 13일  | 1.8%           |
| 11   | 2019년 9월 13일  | 2.0%           |
| 12   | 2019년 9월 20일  | 1.8%           |
| 12   | 2019년 9월 20일  | 2.4%           |
| 13   | 2019년 9월 27일  | 1.5%           |
| 13   | 2019년 9월 27일  | 1.7%           |
| 14   | 2019년 10월 4일  | 1.8%           |
| 14   | 2019년 10월 4일  | 1.9%           |
| 15   | 2019년 10월 11일 | 1.7%           |
| 15   | 2019년 10월 11일 | 1.6%           |
| 16   | 2019년 10월 18일 | 1.7%           |
| 16   | 2019년 10월 18일 | 2.2%           |

## 결방 사유 및 편성 변경
- 2019년 7월 26일 : 축구 국가대표팀 친선경기 유벤투스 FC VS K리그 중계방송으로 인한 결방.
- 2019년 8월 2일 : 스페셜 방송 편성.
- 2019년 9월 6일 : 특선 영화 《나의 사랑 나의 신부》 편성으로 인한 결방.
- 2019년 10월 11일 : 축구 국가대표팀 친선경기 대한민국 VS 우즈베키스탄 중계방송으로 인한 오후10시 35분으로 편성 변경.

## 수상
- 2019년 KBS 연예대상 베스트 챌린지상
- 2019년 KBS 연예대상 핫이슈 예능인상 - 백호